# 張大經 (清朝)
張大經（1719年—1773年），字子常，山西鳳臺人，清朝軍事將領，武狀元及第。

## 生平
張大經於乾隆十六年（1751年）登辛未科一甲一名武進士，授頭等侍衛。乾隆二十年（1755年），任湖北武昌城守營參將。乾隆二十三年（1758年），因限期內未抓獲農民起義首領馬朝柱而被降級。次年，又任山東濟南城守營參將。乾隆二十八年（1763年），升任文登營副將。乾隆三十四年（1769年），升任陝西興漢鎮總兵官。乾隆三十六年（1771年），率軍出征金川，生擒小金川土司、僧格桑之父澤旺，後戰死沙場。

## 身后
張大經死後，乾隆帝賜恤，並予騎都尉世職，入祀昭忠祠。

## 家庭
其子張無咎襲騎都尉，曾任台灣北路協副將。

## 延伸阅读
[在维基数据编辑]
 《清史稿·卷334》